# 惠东港
惠东港是中國廣東省惠州港下轄四港區之一（其餘為荃湾港区、东马港区、内河港区）。惠东港区4個組成部份均在惠东縣稔平半島。

## 組成部份
第一組成部份「碧甲作业区」在稔平半島平海鎮碧甲村，是一类开放口岸，2009年建成平海电厂及配套7万吨级煤码头，2013年经交通运输部验收，可靠泊10万吨级船。碧甲航道为全潮7万吨级、乘潮10万吨级的深水航道。主要承担碧甲工业区所需原料、能源等大宗散货接卸及配送。
第二三四組成部份「港口作业区、亚婆角装卸点和盐洲島装卸点」为惠东等腹地工农业生产所需货物运输装卸。